# 蓝天民
蓝天民（1920年1月—2017年1月15日），一度写作兰天民，男，广东大埔人，中华人民共和国政治人物，曾任甘肃省军区副政治委员、第二政治委员，甘肃省人大常委会副主任。